# Дихання (фільм)
«Дихання» — радянський художній фільм 1988 року, знятий режисером Альбертом Мкртчяном на кіностудії «Вірменфільм».

## Сюжет
Колись в Араратській долині спішно збудували промисловий комбінат — з порушенням санітарних та екологічних норм. Минули роки й тепер громадськість вимагає закрити шкідливі цехи та припинити скидання отруєних вод в озеро. Голова комітету Арам розуміє, що навколишня природа гине, але він не наважується на конфлікт із керівництвом.

## У ролях
- Хорен Абрамян — Арам Карпович
- Галя Новенц — Гаяна, дружина Арама
- Алла Туманян — Анаїт
- Арміна Довлатян — теща Арама
- Хачік Назаретян — Асоян
- Азат Гаспарян — Гарнік
- Віген Чалдранян — Віген
- Армен Сантросян — бухгалтер
- Жанна Блбулян — секретарка
- Левон Шарафян — Левон
- Юрій Амірян — Азат Єремович
- Генріх Алавердян — водій
- Віген Степанян — співробітник
- К. Мелітонян — співробітник
- Рафаель Бабаян — оператор
- Мгер Мкртчян — Карен, син Арама
- Мамікон Манукян — епізод
- Гарнік Карапетян — епізод
- Джульєтта Бабаян — епізод
- Е. Мкртчян

## Знімальна група
- Режисер — Альберт Мкртчян
- Сценарист — Альберт Мкртчян
- Оператор — Рудольф Ватінян
- Композитор — Мартин Ісраелян
- Художник — Рафаель Бабаян